# Kraina Małopolska
Kraina Małopolska – jednostka podziału kraju stosowana w leśnictwie położona na Wyżynie środkowopolskiej w skład której wchodzą następujące regiony geograficzne: Wyżyna Małopolska, Śląska, Krakowsko-Częstochowska, Kielecko-Sandomierska, Lubelska, Niecka Nidziańska, Roztocze, Kotlina Oświęcimska i Sandomierska.
Lesistość krainy wynosi ok. 26%, lasy rozrzucone są nierównomiernie.
Klimat części zachodniej jest pod wpływem klimatu Wyżyn Środkowopolskich ze strefami wpływu klimatu atlantyckiego, natomiast część południowo-wschodniej pozostaje pod wpływem klimatu kontynentalnego.
Cała kraina leży w zasięgu dwóch starszych zlodowaceń i dlatego powstałe Gleby są zróżnicowane geologicznie. Na północy krainy znajdują się utwory polodowcowe, w części wyżynnej występują skały paleozoiczne i skały mezozoiczne, a na południu,  kotliny podgórskie wypełnione są piaskami rzecznymi. W ten sposób powstałe gleby są bardzo urozmaicone i spotyka się tutaj żyzne piaski gliniaste, rędziny i lessy jak również gleby górskie.
Na terenie krainy występują wszystkie nizinne typy lasu, natomiast w partiach wyżynnych położonych powyżej 300 m n.p.m. występują wyżynne typy lasu, a na wysokościach od 400–500 m n.p.m. górskie typy siedliskowe lasu. Procentowy udział poszczególnych siedlisk kształtuje się następująco: bór świeży – ok. 27%, bór mieszany świeży – ok. 22%, las mieszany świeży – ok. 19%, las świeży – ok. 11%, bór wilgotny – ok. 6%, las mieszany górski – ok. 0,2%, las górski – ok. 0,2%.
W składzie gatunkowym drzewostanów występują wszystkie gospodarczo ważne gatunki drzew leśnych w tym głównie jodła, buk i świerk. Naturalną ostoję ma tutaj modrzew polski (Larix polonicea).
W skład tej krainy wchodzi 14 dzielnic przyrodniczo-leśnych:
1. Dzielnica Niecki Sieradzkiej
2. Dzielnica Wyżyny Piotrkowsko-Opoczyńskiej
3. Dzielnica Radomsko-Iłżecka
4. Dzielnica Jury Krakowsko-Wieluńskiej
5. Dzielnica Niecki Nidziańskiej
6. Dzielnica Gór Świętokrzyskich
7. Dzielnica Wyżyny Miechowsko-Sandomierskiej
8. Dzielnica Wyżyny Zachodniolubelskiej
9. Dzielnica Niziny Sandomierskiej
10. Dzielnica Równiny Biłgorajskiej
11. Dzielnica Roztocza
12. Dzielnica Krakowskiego Okręgu Przemysłowego
13. Dzielnica Płaskowyżu Niepołomicko-Kolbuszowskiego
14. Dzielnica Płaskowyżu Lubaczowskiego